# Pyrausta maenialis
Pyrausta maenialis là một loài bướm đêm trong họ Crambidae.